# Tuerckheimia (Geometridae)
Tuerckheimia là một chi bướm đêm thuộc họ Geometridae.